# Łubka
Łubka [pronunciación en polaco: /ˈwupka/] es un pueblo en el distrito administrativo de Gmina Siemień, dentro de Distrito de Parczew, Voivodato de Lublin, en Polonia oriental. Se encuentra aproximadamente 4 kilómetros al oeste de Siemień, 11 kilómetros al oeste de Parczew, y 44 kilómetros al norte de la capital regional, Lublin.